# NGC 6459
NGC 6459 is een spiraalvormig sterrenstelsel in het sterrenbeeld Draak. Het hemelobject werd op 19 april 1885 ontdekt door de Amerikaanse astronoom Lewis A. Swift.
- NGC 6459 vormt samen met NGC 6454 een wijd koppel. Dit koppel is te vinden in het noordelijke gedeelte van de kop van de Draak (The Lozenge), gevormd door de 4 sterren β Draconis (Alwaid), γ Draconis (Eltanin), ν Draconis (Kuma), en ξ Draconis (Grumium).

## Synoniemen
- ZWG 278.25
- MCG 9-29-29
- PGC 60817